# Reynolds 531

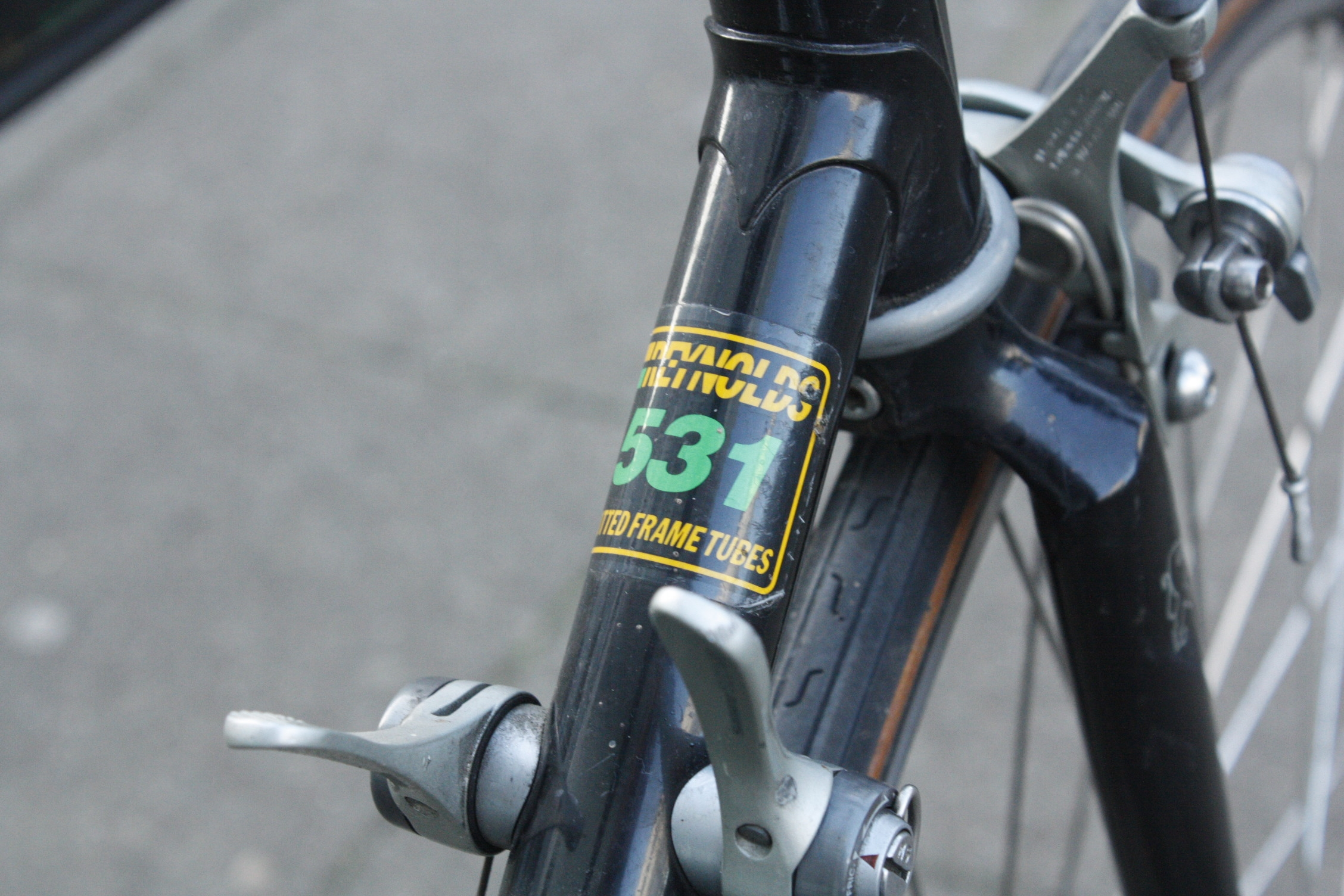
Reynolds 531 Label auf einem Peugeot Rennrad aus den 1990er Jahren

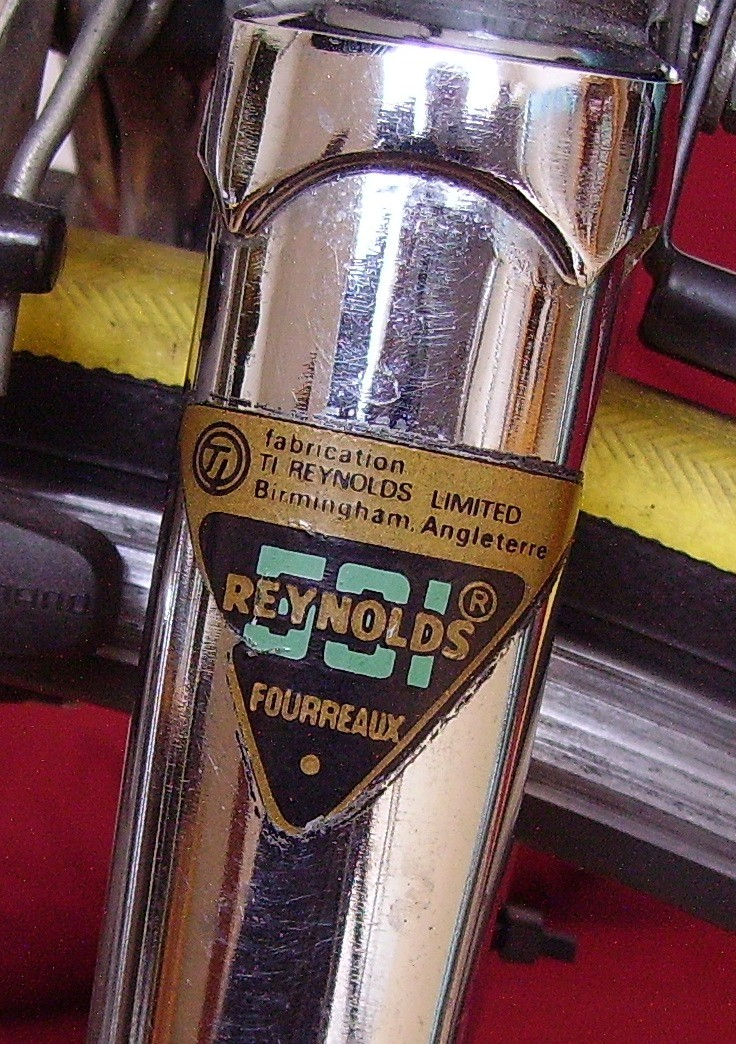
Fahrradgabel aus Reynolds 531

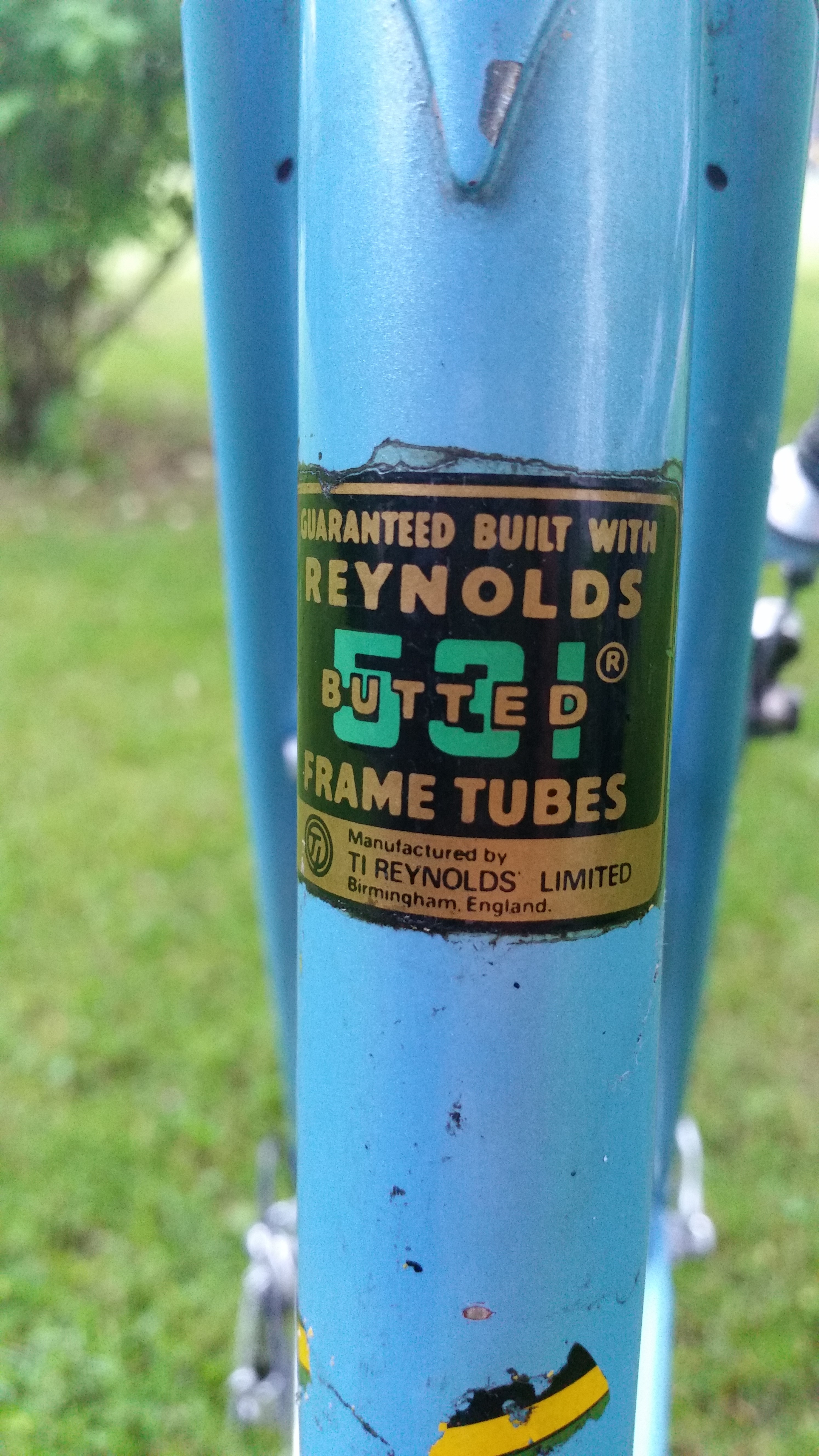
Rennradrahmen (Romani) aus 531er Rohr

Reynolds 531 ist ein Markenname für Stahlrohre von Reynolds Technology in Birmingham, England, die für verschiedene Fahrwerkskonstruktionen Verwendung fanden. Die Rohre sind aus Stahl mit mittlerem Kohlenstoffanteil, der mit Mangan und Molybdän legiert ist. Die Bezeichnung wird zurückgeführt auf den ursprünglichen Anteil der Legierungselemente (5:3:1).

## Geschichte und Technik
Die Rohre wurden ab dem Jahr 1935 in der Luftfahrtindustrie und seit Ende der 1950er Jahre in anderen Branchen für verschiedene hochwertige Rahmenkonstruktionen verwendet. International bekannt wurden Rahmen und Gabel für käufliche Rennräder, ausgeliefert mit einer Wandstärke von 1,6 mm bis 2,3 mm. Sechs Tour-de-France-Sieger waren von 1958 bis 1991 mit Reynolds 531-Rahmen am Start. Motorradrahmen aus Reynolds-531-Rohr bauten unter anderen BSA, Hesketh und die Rahmenbauer Seeley und Rickman. Auch in Sportwagen, etwa beim Jaguar E-Type, sowie bei Flugzeugen und dem Rekordwagen Thrust2 wurden Reynolds 531-Rohre benutzt.

## Zusammensetzung und Festigkeit
Die Legierung der Rohre besteht zu 1,25 bis 1,45 % aus Mangan, 0,15 bis 0,25 % Molybdän, 0,23 bis 0,29 % Kohlenstoff, 0,15 bis 0,35 % Silizium, und maximal 0,45 % Schwefel und Phosphor. Die Zerreißgrenze, nach dem Hartlöten, wurde mit 686 N/mm² festgestellt.

„Die Werte zeigen, wie exzellent dieser Werkstoff nach dem Hartlöten seine Festigkeit bewahrt – ein Segen für jeden Rahmenbauer.“